# Kaohsiung
Kaohsiung (także Gaoxiong, chiń. 高雄; pinyin Gāoxióng; pe̍h-ōe-jī Ko-hiông) – miasto w południowo-zachodnim Tajwanie, nad Morzem Południowochińskim. Ma status miasta wydzielonego. W 2010 roku liczyło 2 773 483 mieszkańców. Główny port handlowy Tajwanu. Ośrodek przemysłu elektronicznego, informatycznego, hutniczego, maszynowego, stoczniowego i petrochemicznego.
Pochodzenie nazwy jest przedmiotem sporów. Pierwotną nazwą miasta w języku minnan było 'takau', które później zaczęto zapisywać za pomocą chińskich znaków jako 打狗 (pinyin Dǎgǒu, dosł.  bić psa). Ze względu na tę dwuznaczność w roku 1920 oficjalnie zmieniono zapis nazwy miasta na 高雄 (Gāoxióng, po japońsku wymawiane jako Takao) czyli „wielki bohater”.
Kaohsiung otrzymało status miasta wydzielonego 1 lipca 1979 roku. 25 grudnia 2010 roku przyłączono do niego tereny zlikwidowanego powiatu Kaohsiung.
Od 2009 roku jest w nim zlokalizowany Stadion Narodowy Tajwanu.
31 lipca 2014 w mieście miały miejsce eksplozje gazu.

## Podział administracyjny
Miasto Kaohsiung dzieli się na 38 dzielnic:
| Nazwa    | Chiński  | Populacja (2010) | Powierzchnia (km²) |
| -------- | -------- | ---------------- | ------------------ |
| Alian    | 阿蓮區   | 30 383           | 34,6164            |
| Daliao   | 大寮區   | 108 984          | 71,04              |
| Dashe    | 大社區   | 32 941           | 26,5848            |
| Dashu    | 大樹區   | 43 955           | 66,9811            |
| Fengshan | 鳳山區   | 341 120          | 26,759             |
| Gangshan | 岡山區   | 97 102           | 47,9421            |
| Gushan   | 鼓山區   | 131 728          | 14,7458            |
| Hunei    | 湖內區   | 28 827           | 20,1615            |
| Jiaxian  | 甲仙區   | 7228             | 124,034            |
| Lingya   | 苓雅區   | 183 948          | 8,1522             |
| Linyuan  | 林園區   | 70 512           | 32,286             |
| Liugui   | 六龜區   | 14 833           | 194,1584           |
| Luzhu    | 路竹區   | 53 791           | 48,4348            |
| Maolin   | 茂林區   | 1874             | 194                |
| Meinong  | 美濃鎮   | 42 993           | 120,0316           |
| Mituo    | 彌陀區   | 20 433           | 14,7772            |
| Namaxia  | 那瑪夏區 | 3401             | 252,9895           |
| Nanzi    | 楠梓區   | 173 053          | 25,8276            |
| Neimen   | 內門區   | 15 951           | 95,6224            |
| Niaosong | 鳥松區   | 42 595           | 24,5927            |
| Qianjin  | 前金區   | 28 859           | 1,8573             |
| Qianzhen | 前鎮區   | 199 144          | 19,1207            |
| Qiaotou  | 橋頭區   | 36 415           | 25,9379            |
| Qieding  | 茄萣區   | 31 433           | 15,7624            |
| Qijin    | 旗津區   | 29 968           | 1,4639             |
| Qishan   | 旗山區   | 39 873           | 94,6122            |
| Renwu    | 仁武區   | 72 202           | 36,0808            |
| Sanmin   | 三民區   | 354 022          | 19,7866            |
| Shanlin  | 杉林區   | 11 842           | 104,0036           |
| Taoyuan  | 桃源區   | 4817             | 928,98             |
| Tianliao | 田寮區   | 8214             | 92,6802            |
| Xiaogang | 小港區   | 154 548          | 39,8573            |
| Xinxing  | 新興區   | 55 287           | 1,9764             |
| Yanchao  | 燕巢區   | 30 790           | 65,395             |
| Yancheng | 鹽埕區   | 27 399           | 1,4161             |
| Yong’an  | 永安區   | 14 301           | 22,6141            |
| Ziguan   | 梓官區   | 36 726           | 11,5967            |
| Zuoying  | 左營區   | 191 991          | 19,3888            |

## Geografia
Kaohsiung jest położony na południe od zwrotnika Raka. Klimat jest tam tropikalny ze średnimi temperaturami wynoszącymi od 18.6 do 28.7 stopni Celsjusza i średnią wilgotnością 60-81%. Średnie roczne opady deszczu wynoszą 1134mm.

## Nauka
- National Kaohsiung First University of Science and Technology
- National Kaohsiung Marine University
- National Kaohsiung Normal University
- National Kaohsiung University of Applied Science
- National Sun Yat-sen University

## Sport
W dniach 16–26 lipca 2009 roku odbyły się w Kaohsiungu VIII. World Games.

## Miasta partnerskie
- Seattle, USA
- Vancouver, Kanada
- Colorado Springs, USA
- Portland, USA
- Miami, USA
- San Antonio, USA
- Brisbane, Australia
- Pusan, Korea Południowa
- Barranquilla, Kolumbia

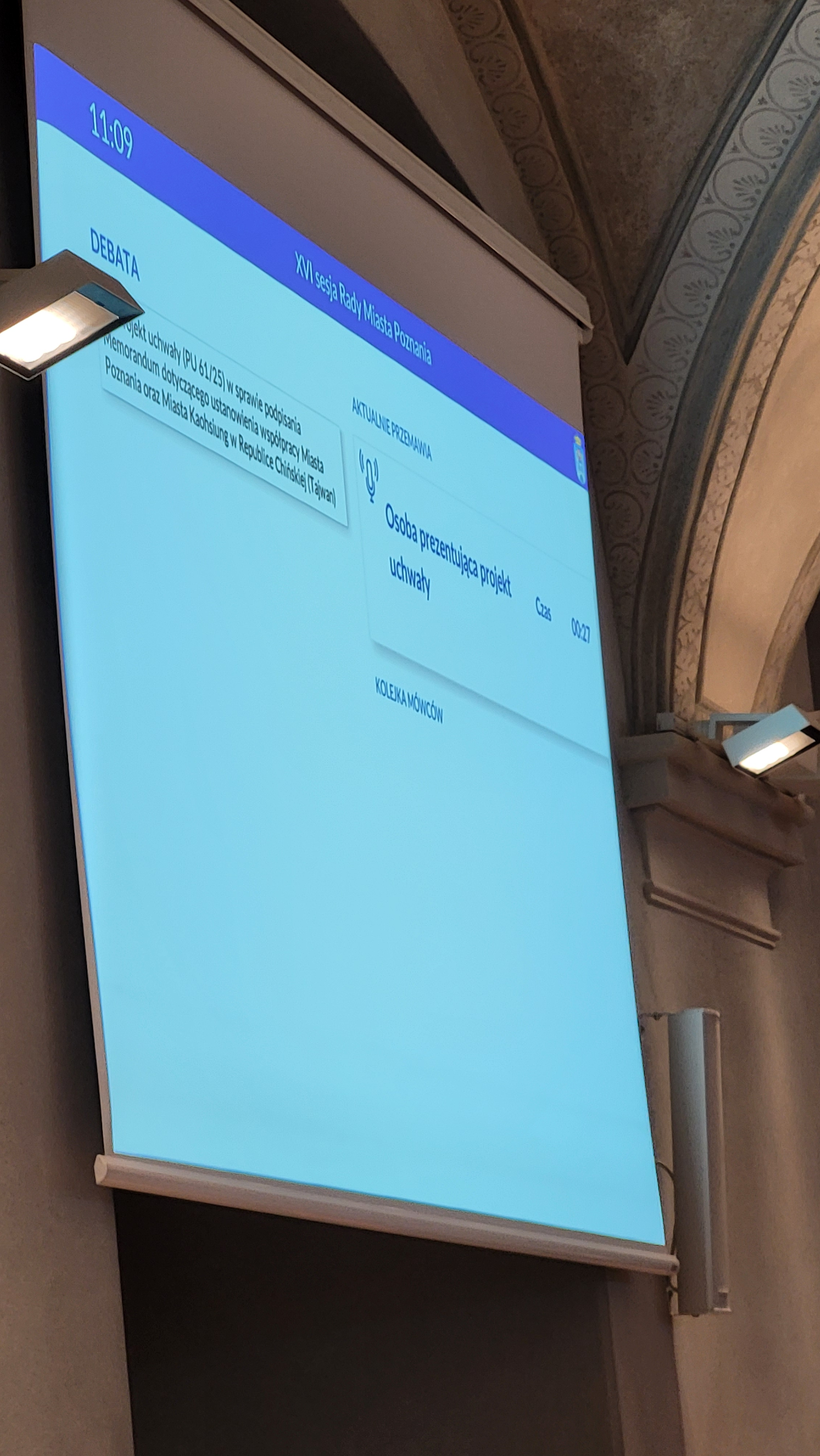
Ekran używany przez Radę Miasta Poznania podczas debaty na temat partnerstwa z miastem Kaohsiung

- Honolulu, Stany Zjednoczone
- Macon, Stany Zjednoczone
- Tulsa, Stany Zjednoczone
- Knoxville, Stany Zjednoczone
- Plains, Stany Zjednoczone
- Pensacola, Stany Zjednoczone
- Mobile, Stany Zjednoczone
- Little Rock, Stany Zjednoczone
- Cebu City, Filipiny
- Đà Nẵng, Wietnam
- Cartago, Kostaryka
- Durban, Południowa Afryka
- Blantyre, Malawi
- Dipolog, Filipiny